# 2018 у Вірменії

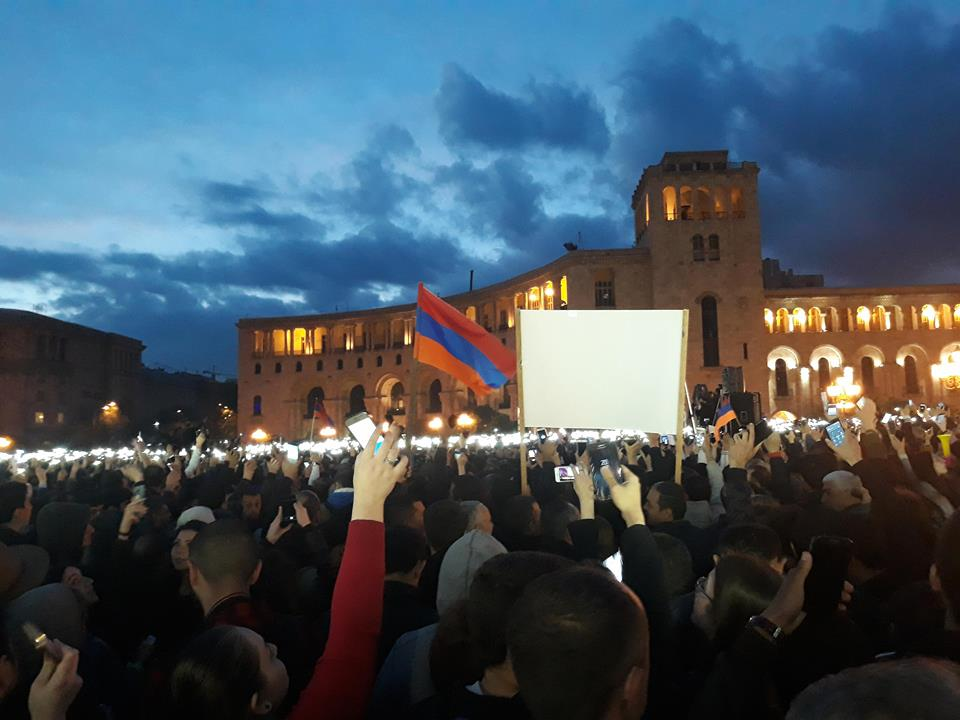

Нижче наведено список подій, які відбулися 2018 року в Вірменії
- Президент: Серж Саргасян (до 9 квітня), Армен Саркісян (з 9 квітня).
- Прем'єр-міністр: Карен Карапетян (не виконував обов'язки з 17 по 23 квітня), Серж Саргасян (з 17 квітня по 23 квітня), Нікол Пашинян (з 8 травня).

## Події

### Лютий
- 9—25 лютого — 3 спортсмени з Вірменії змагалися на Зимових Олімпійських іграх.[1][2][3]

### Квітень
- 17 квітня — Протести посилюються після того як Сержа Саргасяна було призначено прем'єр-міністром Вірменії, після чого опозиція назвала це «захоплення влади».[4]
- 22 квітня — Лідер протесту Нікол Пашинян арештований поліцією після короткої зустрічі з прем'єр-міністром Саргсяном, який був відпущений через три хвилини, стверджуючи, що його шантажували піти у відставку.[5]
- 23 квітня — Після 11 днів протесту Серж Саргисян офіційно звільнився з посади прем'єр-міністра та звільнив Пашиняна, який був затриманий напередодні.[6]

### Травень
- 8 травня — Нікол Пашинян був обраний прем'єр-міністром Вірменії.[7]
- 12 травня — Був сформований уряд Пашиняна.[8]
- 28 травня — Святкування сторіччя заснування «Першої Вірменської республіки».[9]

## Померли
- 28 лютого — Альберт Мкртчян, Народний артист Вірменії[10]